# Touchdown Club of Columbus
Il Touchdown Club of Columbus è stato fondato a Columbus, Ohio, nel 1956 da Sam B. Nicola su richiesta di James A. Rhodes, che sarebbe divenuto governatore dello Stato. Nicola fu il presidente del club fino alla sua morte nel 1993. Più di un decennio dopo, il figlio Sam Nicola Jr. prese le redini del Touchdown Club. Il 22 gennaio 2020, il presidente del Touchdown Club of Columbus, Curt Boster, annunciò sulla pagina Facebook del club la cancellazione dei premi, citando la difficoltà di mantenere in vita l'evento senza uno sponsor.

## Premi
Il Touchdown Club of Columbus ha assegnato diversi premi per riconoscere i migliori atleti del college football.

### Sammy Baugh Trophy
Il Sammy Baugh Trophy era assegnato annualmente al miglior passatore nel college football.
- 1959  – Dick Norman, Stanford
- 1960  – Harold Stephens, Hardin-Simmons
- 1961  – Ron Miller, Wisconsin
- 1962  – Don Trull, Baylor
- 1963  – Don Trull, Baylor
- 1964	– Jerry Rhome, Tulsa
- 1965	– Steve Sloan, Alabama
- 1966	– Bob Griese, Purdue
- 1967	– Terry Hanratty, Notre Dame
- 1968	– Chuck Hixson, SMU
- 1969	– Mike Phipps, Purdue
- 1970	– Pat Sullivan, Auburn
- 1971	– John Reaves, Florida
- 1972	– Don Strock, Virginia Tech
- 1973	– Jesse Freitas, San Diego State
- 1974	– Gary Scheide, Brigham Young
- 1975	– Gene Swick, Toledo
- 1976	– Tommy Kramer, Rice
- 1977	– Guy Benjamin, Stanford
- 1978	– Steve Dils, Stanford
- 1979	– Marc Wilson, Brigham Young
- 1980	– Mark Herrmann, Purdue
- 1981	– Jim McMahon, Brigham Young
- 1982	– John Elway, Stanford
- 1983	– Steve Young, Brigham Young
- 1984	– Robbie Bosco, Brigham Young
- 1985	– Brian McClure, Bowling Green
- 1986	– Vinny Testaverde, Miami (FL)
- 1987	– Don McPherson, Syracuse
- 1988	– Steve Walsh, Miami (FL)

- 1989	– Jeff George, Illinois
- 1990	– David Klingler, Houston
- 1991	– Ty Detmer, Brigham Young
- 1992	– Elvis Grbac, Michigan
- 1993	– Trent Dilfer, Fresno State
- 1994	– Kerry Collins, Penn State
- 1995	– Danny Wuerffel, Florida
- 1996	– Steve Sarkisian, Brigham Young
- 1997	– Ryan Leaf, Washington State
- 1998	– Daunte Culpepper, Central Florida (UCF)
- 1999	– Chad Pennington, Marshall
- 2000	– Chris Weinke, Florida State
- 2001	– David Carr, Fresno State
- 2002	– Kliff Kingsbury, Texas Tech
- 2003	– B.J. Symons, Texas Tech
- 2004	– Stefan LeFors, Louisville
- 2005	– Brady Quinn, Notre Dame
- 2006	– Colt Brennan, Hawaii
- 2007	– Graham Harrell, Texas Tech
- 2008	– Sam Bradford, Oklahoma
- 2009	– Case Keenum, Houston
- 2010	– Landry Jones, Oklahoma
- 2011	– Case Keenum, Houston
- 2012	– Colby Cameron, Louisiana Tech
- 2013	– Derek Carr, Fresno State
- 2014	– Brandon Doughty, Western Kentucky
- 2015	– Matt Johnson, Bowling Green
- 2016	– Patrick Mahomes, Texas Tech
- 2017  – Mason Rudolph, Oklahoma State
- 2018 – Dwayne Haskins, Ohio State

### Jim Brown Trophy
Questo premio andava al miglior running back della NCAA ed era dedicato all'Hall of Famer Jim Brown.
- 1991 – Vaughn Dunbar, Indiana
- 1992 – Marshall Faulk, San Diego State
- 1993 – Brent Moss, Wisconsin
- 1994 – Rashaan Salaam, Colorado
- 1995 – Eddie George, Ohio State
- 1996 – Troy Davis, Iowa State
- 1997 – Ricky Williams, Texas
- 1998 – Ricky Williams, Texas
- 1999 – Ron Dayne, Wisconsin
- 2000 – LaDainian Tomlinson, TCU
- 2001 – Luke Staley, BYU
- 2002 – Larry Johnson, Penn State
- 2003 – Chris Perry, Michigan
- 2004 – Adrian Peterson, Oklahoma
- 2005 – Reggie Bush, USC
- 2006 – Darren McFadden, Arkansas
- 2007 – Darren McFadden, Arkansas
- 2008 – Shonn Greene, Iowa
- 2009 – Toby Gerhart, Stanford
- 2010 – LaMichael James, Oregon
- 2011 – Montee Ball, Wisconsin
- 2012 – Montee Ball, Wisconsin
- 2013 – Andre Williams, Boston College
- 2014 – Melvin Gordon, Wisconsin
- 2015 – Dalvin Cook, Florida State
- 2016 – Donnel Pumphrey, San Diego State
- 2017 – Bryce Love, Stanford
- 2018 – Darrell Henderson, Memphis

### Paul Warfield Trophy
Dedicato a Paul Warfield, questo premio era assegnato al miglior wide receiver nel college.
- 1991 – Desmond Howard, Michigan
- 1992 – O.J. McDuffie, Penn State
- 1993 – David Palmer, Alabama
- 1994 – Michael Westbrook, Colorado
- 1995 – Keyshawn Johnson, USC
- 1996 – Marcus Harris, Wyoming
- 1997 – Randy Moss, Marshall
- 1998 – Troy Edwards, Louisiana Tech
- 1999 – Peter Warrick, Florida State
- 2000 – Santana Moss, Miami
- 2001 – Jabar Gaffney, Florida
- 2002 – Charles Rogers, Michigan State
- 2003 – Larry Fitzgerald, Pittsburgh
- 2004 – Braylon Edwards, Michigan
- 2005 – Dwayne Jarrett, USC
- 2006 – Calvin Johnson, Georgia Tech
- 2007 – Michael Crabtree, Texas Tech
- 2008 – Michael Crabtree, Texas Tech
- 2009 – Jordan Shipley, Texas
- 2010 – Justin Blackmon, Oklahoma State
- 2011 – Justin Blackmon, Oklahoma State
- 2012 – Marqise Lee, USC
- 2013 – Davante Adams, Fresno State
- 2014 – Amari Cooper, Alabama
- 2015 – Roger Lewis, Bowling Green
- 2016 – Corey Davis, Western Michigan
- 2017 – Anthony Miller, Memphis
- 2018 – Rondale Moore, Purdue

### Jim Parker Trophy
Assegnato al miglior offensive lineman nel college e dedicato a Jim Parker.
- 1991 – Greg Skrepenak, Michigan
- 1992 – Lincoln Kennedy, Washington
- 1993 – Aaron Taylor, Notre Dame
- 1994 – Zach Wiegert, Nebraska
- 1995 – Jonathan Ogden, UCLA
- 1996 – Orlando Pace, Ohio State
- 1997 – Aaron Taylor, Nebraska
- 1998 – Matt Stinchcomb, Georgia
- 1999 – Chris McIntosh, Wisconsin
- 2000 – Steve Hutchinson, Michigan
- 2001 – Bryant McKinnie, Miami
- 2002 – Brett Romberg, Miami
- 2003 – Shawn Andrews, Arkansas
- 2004 – Jammal Brown, Oklahoma
- 2005 – Greg Eslinger, Minnesota
- 2006 – Joe Thomas, Wisconsin
- 2007 – Jake Long, Michigan
- 2008 – Andre Smith, Alabama
- 2009 – Russell Okung, Oklahoma State
- 2010 – Gabe Carimi, Wisconsin
- 2011 – Barrett Jones, Alabama
- 2012 – Luke Joeckel, Texas A&M
- 2013 – Cyril Richardson, Baylor
- 2014 – Reese Dismukes, Auburn
- 2015 – Landon Turner, North Carolina
- 2016 - Pat Elflein, Ohio State
- 2017 - Billy Price, Ohio State
- 2018 - Jonah Williams, Alabama

### Bill Willis Trophy
Dedicato a Bill Willis e assegnato al miglior defensive lineman del college.
- 1991 – Steve Emtman, Washington
- 1992 – Micheal Barrow, Miami
- 1993 – Dan Wilkinson, Ohio State
- 1994 – Warren Sapp, Miami
- 1995 – Tedy Bruschi, Arizona
- 1996 – Grant Wistrom, Nebraska
- 1997 – Andre Wadsworth, Florida State
- 1998 – Tom Burke, Wisconsin
- 1999 – Corey Moore, Virginia Tech
- 2000 – Jamal Reynolds, Florida State
- 2001 – Julius Peppers, North Carolina
- 2002 – Terrell Suggs, Arizona State
- 2003 – Tommie Harris, Oklahoma
- 2004 – Erasmus James, Wisconsin
- 2005 – Elvis Dumervil, Louisville
- 2006 – Quinn Pitcock, Ohio State
- 2007 – George Selvie, South Florida
- 2008 – Brian Orakpo, Texas
- 2009 – Ndamukong Suh, Nebraska
- 2010 – Ryan Kerrigan, Purdue
- 2011 – Whitney Mercilus, Illinois
- 2012 – John Simon, Ohio State
- 2013 – Aaron Donald, Pittsburgh
- 2014 – Joey Bosa, Ohio State
- 2015 – Myles Garrett, Texas A&M
- 2016 – Ed Oliver, Houston
- 2017 – Christian Wilkins, Clemson
- 2018 – Quinnen Williams, Alabama

### Jack Lambert Trophy
Dedicato a Jack Lambert, questo premio andava al miglior linebacker del college.
- 1991 – Erick Anderson, Michigan
- 1992 – Marvin Jones, Florida State
- 1993 – Trev Alberts, Nebraska
- 1994 – Derrick Brooks, Florida State; Dana Howard, Illinois (condiviso)
- 1995 – Simeon Rice, Illinois
- 1996 – Pat Fitzgerald, Northwestern
- 1997 – Andy Katzenmoyer, Ohio State
- 1998 – Dat Nguyen, Texas A&M
- 1999 – LaVar Arrington, Penn State
- 2000 – Dan Morgan, Miami
- 2001 – Rocky Calmus, Oklahoma
- 2002 – E.J. Henderson, Maryland
- 2003 – Jonathan Vilma, Miami
- 2004 – Derrick Johnson, Texas
- 2005 – A.J. Hawk, Ohio State
- 2006 – Patrick Willis, Ole Miss
- 2007 – James Laurinaitis, Ohio State
- 2008 – James Laurinaitis, Ohio State
- 2009 – Rolando McClain, Alabama
- 2010 – Von Miller, Texas A&M
- 2011 – Luke Kuechly, Boston College
- 2012 – Jarvis Jones, Georgia
- 2013 – Khalil Mack, Buffalo
- 2014 – Scooby Wright III, Arizona
- 2015 – Joe Schobert, Wisconsin
- 2016 – Ben Boulware, Clemson
- 2017 – Josey Jewell, Iowa
- 2018 – Josh Allen, Kentucky

### Jack Tatum Trophy
Assegnato al miglior defensive back del college e dedicato a Jack Tatum
- 1991 – Terrell Buckley, Florida State
- 1992 – Deon Figures, Colorado
- 1993 – Antonio Langham, Alabama
- 1994 – Bobby Taylor, Notre Dame
- 1995 – Lawyer Milloy, Washington
- 1996 – Chris Canty, Kansas State
- 1997 – Charles Woodson, Michigan
- 1998 – Antoine Winfield, Ohio State
- 1999 – Tyrone Carter, Minnesota
- 2000 – Jamar Fletcher, Wisconsin
- 2001 – Roy Williams, Oklahoma
- 2002 – Mike Doss, Ohio State
- 2003 – Sean Taylor, Miami
- 2004 – Antrel Rolle, Miami
- 2005 – Jimmy Williams, Virginia Tech
- 2006 – Reggie Nelson, Florida
- 2007 – Aqib Talib, Kansas
- 2008 – Eric Berry, Tennessee
- 2009 – Eric Berry, Tennessee
- 2010 – Patrick Peterson, LSU
- 2011 – David Amerson, North Carolina State
- 2012 – Ed Reynolds, Stanford
- 2013 – Darqueze Dennard, Michigan State
- 2014 – Gerod Holliman, Louisville
- 2015 – Desmond King, Iowa
- 2016 – Tarvarus McFadden, Florida State
- 2017 – Josh Jackson, Iowa
- 2018 – Grant Delpit, LSU

### Archie Griffin Award
Assegnato al miglior giocatore della stagione. Dedicato al due volte vincitore dell'Heisman Trophy Archie Griffin di Ohio State.
- 1999 – Michael Vick, Virginia Tech
- 2000 – Josh Heupel, Oklahoma
- 2001 – Ken Dorsey, Miami (FL)
- 2002 – Ken Dorsey, Miami (FL)
- 2003 – Matt Leinart, USC
- 2004 – Matt Leinart, USC
- 2005 – Vince Young, Texas
- 2006 – Troy Smith, Ohio State
- 2007 – Pat White, West Virginia
- 2008 – Colt McCoy, Texas
- 2009 – Toby Gerhart, Stanford
- 2010 – Andrew Luck, Stanford
- 2011 – Montee Ball, Wisconsin
- 2012 – Johnny Manziel, Texas A&M
- 2013 – Jameis Winston, Florida State
- 2014 – Marcus Mariota, Oregon
- 2015 – Deshaun Watson, Clemson
- 2016 – Sam Darnold, USC
- 2017 – McKenzie Milton, UCF
- 2018 – Trevor Lawrence, Clemson

### Kellen Moore Award
Precedentemente chiamato Quarterback of the Year Award, questo premio differisce dal Sammy Baugh Trophy perché andava al miglior quarterback, piuttosto che al miglior passatore. Cambiò nome nel 2012 per onorare il due volte vincitore Kellen Moore, leader di tutti i tempi della FBS per vittorie da parte di un quarterback, dopo un record di 50-3 come titolare di Boise State.
- 1991 – Casey Weldon, Florida State
- 1992 – Rick Mirer, Notre Dame
- 1993 – Charlie Ward, Florida State
- 1994 – Kerry Collins, Penn State
- 1995 – Tommie Frazier, Nebraska
- 1996 – Danny Wuerffel, Florida
- 1997 – Peyton Manning, Tennessee
- 1998 – Tim Couch, Kentucky
- 1999 – Joe Hamilton, Georgia Tech
- 2000 – Josh Heupel, Oklahoma
- 2001 – Ken Dorsey, Miami
- 2002 – Ken Dorsey, Miami
- 2003 – Jason White, Oklahoma
- 2004 – Matt Leinart, USC
- 2005 – Matt Leinart, USC
- 2006 – Troy Smith, Ohio State
- 2007 – Tim Tebow, Florida
- 2008 – Sam Bradford, Oklahoma
- 2009 – Colt McCoy, Texas
- 2010 – Kellen Moore, Boise State
- 2011 – Kellen Moore, Boise State
- 2012 – Collin Klein, Kansas State
- 2013 – A.J. McCarron, Alabama
- 2014 – Trevone Boykin, TCU
- 2015 – Baker Mayfield, Oklahoma
- 2016 – Baker Mayfield, Oklahoma
- 2017 – J.T. Barrett, Ohio State
- 2018 – Dwayne Haskins, Ohio State

### Ozzie Newsome Award
Dedicato a Ozzie Newsome, questo premio era assegnato al miglior tight end del college.
- 2006 – Matt Spaeth, Minnesota
- 2007 – Travis Beckum, Wisconsin
- 2008 – Jermaine Gresham, Oklahoma
- 2009 – Aaron Hernandez, Florida
- 2010 – Michael Egnew, Missouri
- 2011 – Tyler Eifert, Notre Dame
- 2012 – Zach Ertz, Stanford
- 2013 – Jace Amaro, Texas Tech
- 2014 – Nick O'Leary, Florida State
- 2015 – Jake Butt, Michigan
- 2016 – Evan Engram, Mississippi
- 2017 – Mark Andrews, Oklahoma
- 2018 – T.J. Hockenson, Iowa